# La Léchère
La Léchère è un comune francese di 1 978 abitanti situato nel dipartimento della Savoia della regione dell'Alvernia-Rodano-Alpi.
È il risultato della riunione, avvenuta nel 1972, dei precedenti comuni di Notre-Dame-de-Briançon, Celliers, Doucy, Naves, Petit-Cœur e Pussy

## Storia
Da La Léchère, in epoca romana, passava la via delle Gallie, strada romana consolare fatta costruire da Augusto per collegare la Pianura Padana con la Gallia.

## Società

### Evoluzione demografica
Abitanti censiti